# Chris Jent
Chris Jent (Orange, 11 de janeiro de 1970) é um ex-jogador e atual treinador norte-americano de basquetebol que atualmente é assistente técnico dos Charlotte Hornets da National Basketball Association (NBA).
Ele foi campeão da temporada da NBA de 1993-94 jogando pelo Houston Rockets.

## Início da vida e carreira universitária
Jent nasceu em Orange, Califórnia e cresceu em Sparta, Nova Jersey. Depois de cursar o ensino médio na Sparta High School, ele jogou basquete universitário na Universidade Estadual de Ohio.

## Carreira de jogador
Não selecionado no Draft da NBA de 1992, Jent foi selecionado na quarta rodada (50º escolha geral) no Draft da CBA de 1992. Jent começou sua carreira profissional no Rapid City Thrillers e Columbus Horizon da CBA.
Ele teve uma breve carreira na NBA, jogando três jogos pelo Houston Rockets (ganhando um anel de campeão em 1994) e New York Knicks (1996-97). Ele jogou em 11 jogos de playoffs em 1994, dando-lhe assim a rara distinção de ter jogado em mais jogos de playoffs do que jogos de temporada regular na NBA. Entre suas passagens pelos Rockets e pelos Knicks, ele jogou no North Melbourne Giants da Australia em 1995 e também jogou na Itália, Espanha e Grécia.

## Carreira de treinador

### Philadelphia 76ers (2003-2004)
Jent foi assistente técnico do Philadelphia 76ers na temporada de 2003-04.

### Orlando Magic (2004-2005)
Na temporada seguinte, Jent trabalhou no mesmo cargo no Orlando Magic e foi nomeado treinador interino nos 18 jogos finais da temporada de 2004-05. No início da temporada seguinte, ele foi substituído por Brian Hill.

### Cleveland Cavaliers (2006–2011)
A partir de novembro de 2006, Jent assumiu o cargo de Treinador Adjunto/Diretor de Desenvolvimento de Jogadores do Cleveland Cavaliers. Ele serviu como treinador de arremessos pessoal de LeBron James.

### Ohio State (2011–2013)
Em 29 de junho de 2011, o treinador de basquete da Universidade Estadual de Ohio, Thad Matta, apresentou Jent como assistente técnico da equipe.

### Sacramento Kings (2013–2014)
Em 10 de junho de 2013, Jent se tornou assistente técnico do Sacramento Kings. Ele foi dispensado de seu dever em 16 de dezembro de 2014.

### Bakersfield Jam (2015–2016)
Em 2015, Jent se tornou o mais novo treinador do Bakersfield Jam da G-League em 2015.

### Retorno a Ohio (2016–2017)
Jent voltou para Ohio State como assistente após a temporada de 2015-16.

### Atlanta Hawks (2017–2022)
Para a temporada de 2017-18, Jent foi contratado como assistente do Atlanta Hawks.

### Los Angeles Lakers (2022–2024)
Para a temporada 2022-23, Jent foi contratado como assistente técnico do Los Angeles Lakers.

### Charlotte Hornets (2024–Presente)
Chris Jent foi contratado como assistente técnico na equipe de Charles Lee para o Charlotte Hornets na offseason de 2024.